# Nazīra Zain ad-Dīn
Nazīra Zain ad-Dīn (arabisch نظيرة زين الدين, DMG Naẓīra Zain ad-Dīn, * 1908; † 1976) war eine libanesische Frauenrechtlerin und Feministin. Sie gehörte der Religion der Drusen an. Mit ihrem Buch Entschleierung und Verschleierung wurde sie zu einer Pionierin des islamischen Feminismus. Sie kämpfte für die Befreiung der Frau und die Gleichberechtigung von Mann und Frau. Miriam Cooke verfasste eine Biographie. Darin geht sie auf ihren Lebensweg und den Widerspruch zwischen ihrer aktiven Jugend und dem späteren Rückzug in das Private ein.

## Leben

### Kindheit, Jugend und Ausbildung
Nazīra Zain ad-Dīn wurde 1908 in Istanbul geboren, lebte jedoch die ersten Jahre mit ihren Eltern Saʿīd und Halā und ihren jüngeren Geschwistern Munīra, Munīr und Kāmil in Beirut. 1914 verließ die Familie Beirut und zog nach ʿAin Qani im Chouf-Gebirge, dort erhielt sie Hausunterricht in Arabisch, Englisch und Türkisch.
Ihr Vater, der ein islamischer Gelehrter und hochrangiger Jurist war, war sehr um die schulische und religiöse Ausbildung seiner Tochter bemüht. Ihm widmete sie später ihr erstes Buch Entschleierung und Verschleierung, in welchem sie die patriarchale Unterdrückung, der sie sich ausgesetzt sah, aufzeigte.
Nachdem die Familie 1918 nach Karakol Druze zog, besuchte Nazīra Zain ad-Dīn gemeinsam mit ihrer Schwester Munīra die katholische Grundschule St. Joseph de l’Apparition und danach die Sisters of Nazareth Convent School. Dort wurde sie in Französisch unterrichtet und mit europäischen Philosophen und Ideen vertraut gemacht. Trotz des katholischen Unterrichts sah sie sich als gläubige Muslimin und mit dem Islam stark verbunden.
Bereits als Jugendliche setzte sie sich für die Rechte der Frauen ein und arbeitete für die Libanesische Frauenunion. 1928 erhielt sie als erste Libanesin einen Abschluss in Literatur und Arabisch der Lycée Français Laique.
Die Ausbildung in islamischem Recht, Koranexegese und der Hadith-Wissenschaft wurde von ihrem Vater übernommen. Er wies seine Tochter darauf hin, dass die Hadithe vor allem von männlichen Religionsgelehrten gedeutet wurden und es somit zu einer Vernachlässigung jener Überlieferungen kam, die die Gleichheit von Mann und Frau betonten. Zudem war Nazīra Zain ad-Dīn stark von den islamischen Reformern Muhammad ʿAbduh und Qāsim Amīn beeinflusst.
Zain ad-Dīn nahm mit großem Interesse an den Zusammentreffen der sunnitischen Gelehrten in dem Hause ihres Vaters teil und scheute nicht davor zurück, diese mit ihren eigenen Ansichten zu konfrontieren. Bei diesen Treffen begegnete sie auch das erste Mal dem Gelehrten Mustafā al-Ghalāyinī, der nach Erscheinung ihres ersten Buches zu einem ihrer größten Kritiker wurde.
In den Jahren 1927 und 1928 hielt Nazīra Zain ad-Dīn ihre ersten Vorträge über die Entschleierung und die Notwendigkeit der Bildung für Mädchen und Frauen. 1928 erschien ihr erstes Buch Die Entschleierung und Verschleierung (as-Sufūr wa-l-ḥiǧāb), und 1929 veröffentlichte sie ihre zweite Abhandlung Das Mädchen und die Scheichs (al-Fatāt wa-š-šuyūḫ).

### Spätere Lebensjahre
Trotz des Skandals um ihr zweites Buch Das Mädchen und die Scheichs war Nazīra Zain ad-Dīn nach wie vor aktiv: 1932 veröffentlichte sie weitere Abhandlungen über die arabische Gesellschaft sowie einen Offenen Brief an al-Ghalāyinī. Zudem wurde sie 1933 Gründungsmitglied der Union Arabischer Frauen. Dafür reiste sie quer durch das Land, um ihre Argumentation von Die Entschleierung und Verschleierung zu wiederholen. 1934 sprach sie bei der Konferenz der Arabischen Feministischen Union (AFU) über die erreichten Fortschritte im Bereich Bildung und Arbeit für arabische Frauen.
Bis sie 30 Jahre alt war, lebte sie mit ihren Eltern zusammen. Obwohl sie um den Verlust ihrer Freiheit fürchtete, heiratete sie im Jahr 1937 den 46 Jahre alten Schafīq al-Halābī, der zur Zeit der Eheschließung Präsident des Kassationshofs war. In die gemeinsame Wohnung luden sie regelmäßig Gäste ein. Einmal pro Woche empfing Nazīra Zain ad-Dīn Besucher, die sie um einen Ratschlag bei persönlichen Problemen fragten.
Im Jahr 1939 wurde ihr erster Sohn Amīn geboren, 1941 Nabīl und wiederum zwei Jahre später kam ihr letzter Sohn Arīdsch zur Welt.
Obwohl Nazīra Zain ad-Dīn weiterhin Texte veröffentlichte und Vorträge hielt, zog sie sich doch überwiegend in das familiäre Leben zurück. Sie kümmerte sich um die Erziehung und Bildung ihrer Söhne und hielt sich wegen ihres Mannes weitestgehend aus öffentlichen Aktivitäten heraus. Ihr Ehemann scheiterte jedoch in seiner politischen Karriere und bestand deswegen darauf, dass ihre Söhne sich von politischen Positionen fernhalten sollen.
Im Jahr 1954 starb Zain ad-Dīns Vater, und noch im selben Jahr starb ihr Bruder Munīr bei einem Motorradunfall. Aus Angst davor, dass Nazīra Zain ad-Dīns Mutter den Tod ihres Sohnes nicht verkraften würde, hielten sie den Tod Munīrs bis zu deren Ableben 1959 geheim.
Im Jahr 1972, als Nādya al-Dschurdī Nawāhid eine Enzyklopädie über prominente libanesische Frauen verfasste, wurde Nazīra Zain ad-Dīn wieder mehr Aufmerksamkeit zu teil. Darin macht Nazīra Zain ad-Dīn nochmals deutlich, dass das politische Engagement von Frauen wichtig ist. Sie ist sehr dankbar darüber, dass das Frauenwahlrecht eingeführt wurde. Jedoch sagte sie erstaunlicherweise in einem Interview im Jahr 1974, dass eine politische Partizipation von Frauen gegen die weibliche Natur sei.
1976 starb sie in Beirut an den Folgen ihrer Krebserkrankung.

## Werke

### Entschleierung und Verschleierung
1928 veröffentlichte Nazīra Zain ad-Dīn ein Buch namens Die Entschleierung und Verschleierung (as-Sufūr wa-l-ḥiǧāb), in dem sie Freiheit für die Frau forderte und den Schleier für unislamisch erklärte. Außerdem betonte sie die Gleichheit von Mann und Frau. Mit Schleier war jedoch damals der Gesichtsschleier gemeint, dessen religiöse, historische und soziale Grundlagen sie in ihrem ersten Buch untersuchte.
Für sich das Recht auf Idschtihād fordernd, lieferte sie für verschiedene Koranverse, die sich mit der Geschlechterordnung befassen (so Sure 33:33), neue Interpretationen.
Beispielsweise betonte sie, dass im Koran lediglich eine Verschleierung der Frauen des Propheten Mohammed und nicht aller Frauen vorgeschrieben sei (Sure 33:53). Außerdem habe Mohammed selbst bei einer Begegnung mit der Tochter von Abū Bakr gesagt, dass eine Frau alles zu verschleiern habe außer ihr Gesicht und die Handflächen. Zudem hob sie hervor, dass weder im Koran noch in der Sunna ein eindeutiger Beleg für die Verschleierung des Gesichts der Frau zu finden sei; auch gebe es unter den Religionsgelehrten keine Übereinstimmung in dieser Frage.
Sie argumentierte, dass Gott den Frauen die Freiheit gegeben habe, die Verschleierung des Gesichts jedoch vom Mann vorgeschrieben wurde. Diese Praxis sei somit nicht mit dem Islam zu legitimieren. Die Verschleierung sei dadurch das äußere Zeichen der Unterdrückung der Frau. Nazīra Zain ad-Dīn sah den Gesichtsschleier als eine Beleidigung für die Frau wie für den Mann. Die innere Haltung sowie Tugendhaftigkeit sei entscheidend und nicht ein Stück Stoff, welches das Gesicht verdeckt.
Sie bezog sich zudem auf den Ägypter Qāsim Amīn, der zu der Auffassung kam, dass der Gesichtsschleier ein Brauch aus vorislamischer Zeit sei. Nazīra Zain ad-Dīn wie auch Qāsim Amīn forderten deshalb, dass die Verschleierung gemäß den islamischen Richtlinien gehandhabt wird. Dementsprechend schlossen sie die Verschleierung des Gesichts aus.
In ihren Forderungen nach der Befreiung der Frau stützte sie sich auch auf den islamischen Reformer Muhammad ʿAbduh. Zugang zu Bildung und Wissen für die Frau sei demnach der Weg aus der Unterdrückung. Auch die Gleichstellung von Mann und Frau ist ihrer Meinung nach mit dem Koran vereinbar und die Freiheit beider Geschlechter von Gott gegeben. Wie es bereits bei der ländlichen Bevölkerung vorzufinden war, sollten die beiden Geschlechter nicht voneinander getrennt sein, sondern den Umgang miteinander erlernen.
Das islamische Gesetz, das dem Mann erlaubt bis zu vier Ehefrauen gleichzeitig zu haben, sah sie als eine Übergangslösung. Der Prophet habe sich nach einem Verbot der Polygynie gesehnt, konnte jedoch nicht sofort alle Probleme gleichzeitig lösen.
Durch die durchdachte Auswahl von Koranzitaten und Hadithen legt sie dar, dass der Islam die Religion der Freiheit ist und Muslime nur Gott Rechenschaft schuldig sind. Deswegen liege es auch nicht in der Macht der Menschen zu definieren wer gläubig oder ungläubig ist. Vielmehr sei dies eine Angelegenheit zwischen dem Individuum und Gott. Auch dürfe man nicht diejenigen verurteilen, die den Islam ablehnen, denn der Glaube solle aus dem Herzen kommen. Daraus schließt sie, dass niemand – nicht einmal der Prophet Mohammed – befugt ist „Personen für mangelnden Glauben zu bestrafen“. Für Nazīra Zain ad-Dīn ist klar, dass alle Muslime frei sind und somit auch muslimische Frauen. Das Problem liege bei den Religionsgelehrten, die das religiöse Recht (Scharia) falsch deuten und dadurch die Rechte der muslimischen Frauen beschneiden:
Es ist eine Schande, dass manche örtlichen muslimischen Autoritäten es wagen, die Worte Gottes zu missachten und die Freiheit der muslimischen Frauen in den Städten zu beschränken, während nicht-muslimische Frauen in den Städten und muslimische Frauen auf dem Land ihre vollständige Freiheit genießen können. (It is a great shame that some Muslim local authorities dare to disobey the words of God and impose constraints on the freedom of Muslim women in towns, while non-Muslim women in towns and Muslim women in the countryside enjoy their full freedom.)
Sie kann im Koran keinerlei Andeutung erkennen, dass Männer besser wären als Frauen, sondern Gott bevorzuge die frommsten Personen. Sie betont, dass die geringere soziale Stellung der Frau nicht an ihrem Intellekt oder Glauben liegt. Eine ehrenvolle Frau setze sich für sich selbst und andere ein und „ist nicht hinter Mauern und Schleier gesperrt“. Der heutige Gesichtsschleier hingegen sei ein Statussymbol wohlhabender Familien und könne nicht mit dem islamischen Gesetz begründet werden.
Von vielen als Angriff auf den Islam betrachtet, erregte das Buch ein enormes Aufsehen in der muslimischen Welt und wurde von vielen verboten.

### Das Mädchen und die Scheichs
In ihrem zweiten Buch Das Mädchen und die Scheichs (al-Fatāt wa-š-šuyūḫ) veröffentlichte Nazīra Zain ad-Dīn 1929 die Kritiken zu Entschleierung und Verschleierung und nahm zu diesen kritisch Stellung. Nazīra war die erste Frau, die ein ganzes Buch über die Rechte der Frau im Islam schrieb. Bei ihrem zweiten Buch sind jedoch eine gewisse Frustration und Zorn zu merken. Sie zitiert immer wieder Stellen ihres ersten Buches, die von den Gelehrten falsch verstanden oder missinterpretiert wurden.
Einer ihrer lautesten Kritiker war Mustafā al-Ghalāyinī. Er beschuldigte sie, das Buch nicht selbst geschrieben zu haben, und behauptete, dass es stattdessen von Missionaren verfasst worden sei.
In dem Buch Das Mädchen und die Scheichs entgegnete sie ihm, dass sie ihr erstes Buch allein und ohne jegliche Hilfsmittel außer Stift, Tinte, Bücher und Papier geschrieben habe. Die einzigen Personen, mit denen sie in Kontakt gestanden habe, waren ihr Vater und ihr Arabischlehrer. Sie betonte somit von niemandem beeinflusst worden zu sein. Außerdem beschuldigte sie ihn mit unfairen Mitteln zu kämpfen, da er in der Moschee zu der Gemeinde sprechen und seine Auffassungen verbreiten könne.
Sie setzte sich in dem Buch auch mit den Kommentaren anderer Religionsgelehrten auseinander und forderte die Leser auf, sich selbst ein Bild davon zu machen, ohne ihren Kritikern blind zu vertrauen. Sie betonte:
Die Gelehrten verhinderten die Gleichstellung von Mann und Frau und waren deswegen dafür verantwortlich, dass die Nation nicht davon profitieren kann. (It was the shaykhs who were responsible for preventing the nation from improvising through the elevation of women to full partnership with men.)
Zudem beinhaltete das Buch positive Kritiken von Befürwortern aus Libanon, Syrien, Ägypten aber auch aus einigen südamerikanischen Ländern wie Argentinien und Venezuela. Diese rühmten sie für ihren Kampf für die Rechte von Frauen.
Nazīra Zain ad-Dīn widmete dieses Buch den Frauen, da es deren Freiheit brauche, um die Region voranzutreiben.

## Kritiker und Befürworter
Ihre Kritiker waren teils bekannte muslimische Gelehrte wie Mustafā al-Ghalāyinī oder Muhammad Ibrāhīm al-Azharī von der Azhar-Universität in Kairo. Al-Ghalāyinī versuchte in seiner Gegenschrift, die er wenige Monate nach dem Erscheinen von Entschleierung und Verschleierung veröffentlichte, die Argumente von Nazīra Zain ad-Dīn zu widerlegen. Er sprach ihr das Recht ab, für die Gegner der Verschleierung und muslimische Frauen im Allgemeinen sprechen zu können.
Aber auch von syrischen Frauenrechtlerinnen kam Kritik: Sie bezeichneten Zain ad-Dīn als „Verräterin“, da sie die französischen Autoritäten in Libanon um Unterstützung gebeten hatte.

Bei der ersten großen Konferenz der Syrischen und Libanesischen Frauenunion, die kurz nach Veröffentlichung von Entschleierung und Verschleierung in Beirut stattfand und an welcher 27 Frauengruppen aus Syrien und Libanon teilnahmen, wurde Nazīra Zain ad-Dīn nicht als Rednerin eingeladen: 
Vielleicht war sie eine zu neue Persönlichkeit oder ihre Forderungen wurden als zu kühn gesehen - zu sehr an der alten Agenda für politische Rechte ausgerichtet. (Perhaps she was too new a personality. Or Perhaps her message was already seen to be too bold, too closely aligned to the old agenda for political rights.)
Trotzdem erfuhr sie auch Zuspruch von Befürwortern: Beispielsweise schickten der Autor Amīn ar-Rīhānī, der Präsident Syriens Tādsch ad-Dīn al-Hasanī sowie der syrische Bildungsminister Muhammad Kurd ʿAlī lobende Briefe. Der französische Konsul in Beirut ließ sich Teile ihres ersten Buches übersetzen. Selbst libanesische Auswanderer in Nord- und Südamerika schrieben über Nazīra Zain ad-Dīn in ihren Zeitungen und sagten ihr Unterstützung zu. Letztlich erhielt sie Briefe aus der ganzen Welt: von Religionsgelehrten, Staatsoberhäuptern sowie Redakteuren und Verlegern.